# Grödig
Grödig est une commune (Marktgemeinde) autrichienne du district de Salzbourg-Umgebung, dans l'État de Salzbourg.

## Géographie
Le centre-ville de Grödig se trouve à 7,5 km au sud de celui de Salzbourg, son altitude avoisine les 450 mètres, et la ville se trouve au pied de l'Untersberg (de) (1 972 mètres d'altitude), montagne des Alpes de Berchtesgaden qui fait frontière avec l'Allemagne.
La commune est reliée directement à l'autoroute A10 (Tauern Autobahn).

## Histoire
La première installation humaine au sud de la ville actuelle date de l'Âge du bronze ; puis le site est abandonné. Sous l'époque romaine se bâtie une cité, et sont exploitées des carrières de marbre (Untersberger Marmor (de)) aux environs du hameau actuel de Fürstenbrunn (de).   
La région est ensuite évangélisée par saint Séverin, puis subit des incursions Bavarii. De nombreux citoyens quittent la ville, les Bavarois s'installent. En 790, première mention écrite du lieu, dans un document d'Arn, qui énumère les possessions de l'église de Salzbourg. L'histoire du lieu au Moyen Âge est cependant peu connue, celui-ci est subordonné et administré par l'abbaye Saint-Pierre.
De 1136 à 1260 est creusé un canal pour  alimenter la cité en eau. 
En 1525 éclate une révolte paysanne dans la région, Grödig étant peu concernée bien que certains de ses habitants y ai participé. Nouvelle révolte en 1809 dans le Tyrol, conduite par le père Joachim Haspinger (de), qui pénètre dans la ville, et se retire face à une mobilisation et possible attaque des bavarois du secteur.  
Grödig devient officiellement une municipalité en 1848. En 1869, le canal sert de source d'énergie à treize entreprises. La ville est reliée au réseau ferré autrichien et bavarois en 1886.
Lors de la Première Guerre mondiale est créé un camp de prisonniers de guerre accueillant 40 000 soldats, principalement russes.
Lors de la Seconde Guerre mondiale, bombardement aérien le 17 novembre 1944 : 65 morts.